# Paraparesia
A paraparesia é a perda parcial das funções motoras dos membros inferiores ou superiores. Difere de paraplegia que é a paralisia completa dos membros inferiores ou superiores.
 Tipos de Deficiência Física:
| Tipo               | Definição |
| ------------------ | --- |
| Paraplegia         | Perda total das funções motoras dos membros inferiores. |
| Paraparesia        | Perda parcial das funções motoras dos membros inferiores. |
| Monoplegia         | Perda total das funções motoras de um só membro (inferior ou superior) |
| Monoparesia        | Perda parcial das funções motoras de um só membro (inferior ou superior) |
| Tetraplegia        | Perda total das funções motoras dos membros inferiores e superiores. |
| Tetraparesia       | Perda parcial das funções motoras dos membros inferiores e superiores. |
| Triplegia          | Perda total das funções motoras em três membros. |
| Triparesia         | Perda parcial das funções motoras em três membros. |
| Hemiplegia         | Perda total das funções motoras de um hemisfério do corpo (direito ou esquerdo) |
| Hemiparesia        | Perda parcial das funções motoras de um hemisfério do corpo (direito ou esquerdo) |
| Amputação          | Perda total ou parcial de um determinado membro ou segmento de membro. |
| Paralisia Cerebral | Lesão de uma ou mais áreas do sistema nervoso central, tendo como consequência alterações psicomotoras, podendo ou não causar deficiência mental. |
| Ostomia            | Intervenção cirúrgica que cria um ostoma (abertura, ostio) na parede abdominal para adaptação de bolsa de coleta; processo cirúrgico que visa à construção de um caminho alternativo e novo na eliminação de fezes e urina para o exterior do corpo humano (colostomia: ostoma intestinal; urostomia: desvio urinário). |

Fonte: A Inserção da pessoa portadora de deficiência e do beneficiário reabilitado no mercado de trabalho; MPT/Comissão de Estudos para inserção da pessoa portadora de deficiência no mercado de trabalho - Brasília/DF - 2001

## Outros tipos de paralisia
- Paraplegia – Paralisia de ambos os membros inferiores e, geralmente, da região dorsal inferior.
- Monoplegia – Paralisia de membro ou grupo muscular.
- Triplegia – Paralisia de 3 membros.
- Tetraplegia – Paralisia dos 4 membros.
- Hemiplegia - Paralisia de um dos lados do corpo.
- Monoparesia – Paralisia incompleta de nervo ou músculo de um só membro que não perdeu inteiramente a sensibilidade e o movimento.
- Triparesia - Paralisia incompleta de nervo ou músculo de 3 membros que não perderam inteiramente a sensibilidade e o movimento.
- Tetraparesia - Paralisia incompleta de nervo ou músculo dos membros inferiores e superiores que não perderam inteiramente a sensibilidade e o movimento.
- Hemiparesia – Paralisia incompleta de nervo ou músculo de um dos lados do corpo que não perdeu inteiramente a sensibilidade e o movimento.